# دریاچه تالدی‌کول
دریاچه تالدی‌کول (انگلیسی: Taldykol) یک دریاچه در استان آق‌مولای کشور قزاقستان است.